# 生井健夫
生井 健夫（なまい たけお、1930年1月1日 - 2019年8月29日）は、日本の男性俳優、声優。栃木県日光市出身。プロダクション・タンク所属。身長166cm、体重80kg。

## 略歴
劇団俳優座2期生。劇団仲間代表。第52回文化庁芸術祭演劇部門優秀賞。
1963年放送のテレビドラマ『戦友』では滝原軍曹役で主演を務めた。
2019年8月29日死去。89歳没。

## 人物
趣味・特技は書道（50年）師範、オペラ演出。
『特別機動捜査隊』の佐久間刑事など、現代劇では刑事役を演じることが多かった。

## 出演作品

### テレビドラマ
- 東芝土曜劇場 / 比留女の恋（1960年、CX）
- 指名手配（1960年、NET） - 刑事
- あすをつげる鐘「太平洋にかける橋 新島襄」（1961年、NHK総合）
- 黒百合城の兄弟（1961年 - 1962年、NHK）
- ダイヤル110番（NTV）
  - 第166話「しみ」（1960年）
  - 第171話「白い運動靴」（1960年）
  - 第272話「ガラスの部屋」（1962年）
- 戦友（1963年、NET） - 主演・滝原軍曹
- 特命諜報207（1964年、NET） - 安永大尉
- 大河ドラマ（NHK総合）
  - 赤穂浪士（1964年） - 三村次郎左衛門
  - 太閤記（1965年） - 佐久間盛政
  - 源義経（1966年） - 覚日律師
  - 三姉妹（1967年） - 山岡鉄舟
  - 樅ノ木は残った（1970年） - 三原
  - 春の坂道（1971年） - 熊谷大膳亮
  - 新・平家物語（1972年） - 源仲綱
  - 国盗り物語（1973年） - 松田与六
  - 勝海舟（1974年） - 川勝備後守
  - 元禄太平記（1975年） - 岡島八十右衛門
  - 草燃える（1979年） - 俊寛
  - 獅子の時代（1980年） - 源太
  - 徳川家康（1983年） - 穴山梅雪
- アジアの曙（1965年、TBS）
- 連続テレビ小説（NHK総合）
  - おはなはん（1966年）
  - まんさくの花（1981年） - 中里寛太
- ウルトラマン 第13話「オイルSOS」（1966年、TBS） - 神奈川県警刑事
- 事件記者 第278話「名刺」（1966年、NHK総合）
- 特別機動捜査隊（NET）
  - 第241話「青春の墓標」（1966年）
  - 第282話「大都会の墓場」（1967年） - 岩崎公安官
  - 第304話「私が悪かった」（1967年）
  - 第335話「死の手錠」（1968年） - 佐久間刑事 ※第366話まで
- 泣いてたまるか（TBS）
  - 第17話「僕も「逃亡者」」（1966年）
  - 第49話「先生推理する」（1967年）
- アイウエオ（1967年、NHK総合） - 岩村通俊
- 三匹の侍 第5シリーズ 第6話「にがい汐」（1967年、CX） - 勝浦の辰吉
- あゝ同期の桜 第13話「遠い道程」（1967年、NET）
- 女殺し屋 花笠お竜 第10話「はだか剣法みだれ髪」（1969年、12ch）
- 無用ノ介 第4話「無用ノ介・将棋・無用ノ介」（1969年、12ch）
- 鞍馬天狗（1969年、NHK） - 崎山十太夫
- 天皇の世紀 第5回「大獄」（1971年、ABC） - 間部詮勝
- NHK少年ドラマシリーズ / とべたら本こ（1972年、NHK総合） - 刑事
- 太陽にほえろ!（NTV）
  - 第241話「脅迫」（1977年） - 松本治平
  - 第292話「一流大学」（1978年） - 二郎の父
  - 第632話「恐ろしい」（1985年） - 作助
- 必殺仕置人 第1話「いのちを売ってさらし首」 - 第3話「はみだし者に情なし」（1973年、ABC） - 同心・田口
- 剣客商売 73版(加藤剛) 第16話「御老中毒殺」（1973年、CX） - 田沼家御膳番・飯田平助
- 金曜劇場 前略おふくろ様 第2シリーズ（1976年、NTV） - 片島一郎
- 横溝正史シリーズ / 悪魔が来りて笛を吹く（1977年、MBS） - 淡路島の警官
- 若さま侍捕物帳 第17話「参上!子ども鼠」（1978年、NTV） - 勘定奉行 山田伊勢守
- 伝七捕物帳 ※中村梅之助版
  - 第55話「孝心　涙のさばき」（1975年、日本テレビ） - 又助
  - 第18話「ほくろのある女」（1979年、テレビ朝日） - 番頭猪助
- シリーズ人間模様 妻たちの二・二六事件 （1976年、NHK） - 富作
- 火曜サスペンス劇場 / 受験地獄・東大受験 その朝めざまし時計が鳴らなかった（1982年、NTV）
- ライオン奥様劇場 / おれが亭主だ 第1シリーズ（1982年、CX）
- グランド劇場 / 天まであがれ!（1982年、NTV）
- 新五捕物帳 第171話「男の挽歌」（1982年、NTV） - 利兵衛
- ドラマ人間模様 / 新・事件 ドクター・ストップ（1982年、NHK） - 堤検事
- ザ・ハングマンII 第3話「女学生を喰らう大学理事長」（1982年、ABC） - 水野信太郎
- 誇りの報酬 第39話「大都会に踊るシンデレラ」（1986年、NTV） - 所轄署刑事
- 江戸を斬るVII 第5話「潜入深川無法地帯」（1987年、TBS） - 万造
- 月曜・女のサスペンス 女流作家シリーズ「瞼の母殺人事件」（1989年、TX）
- 土曜ワイド劇場（ANB） 
  - 原教子の「二泊三日の旅」シリーズ 第1作「お見合いツアー殺人事件」（1982年）
  - 捜査担当検事春日久留美「許されざる報告」（2006年） - 星野宏三
- 水戸黄門（TBS）
  - 第14部 第33話「じゃじゃ馬娘の婿選び -姫路-」（1984年） - 明珍宗介
  - 第16部 第31話「頑固くらべ献上茶釜 -山形-」（1986年） - 久兵衛
  - 第19部 第13話「待ったなし人間将棋・天童」（1989年） - 最上屋仁兵衛
  - 第20部 第2話「水晶守った怒りの十手・甲府」（1990年） - 文造
  - 第21部 第19話「恋を実らす占い合戦・龍野」（1992年） - 元祖龍野屋徳兵衛
  - 第22部 第22話「出雲の蕎麦は恋の味 -出雲-」（1993年） - 与兵衛
  - 第23部 第2話「育ての父は鷹匠 -大宮-」（1994年） - 弥市
  - 第24部 第10話「盗まれた三葉葵の印籠 -高知-」（1995年） - 伊三蔵
  - 第33部 第10話「やんちゃ姫の姉探し -宇和島-」（2004年） - 定吉
- 月曜ドラマスペシャル「横浜本牧殺人ファイル」（2000年、TBS） - 中原

### 映画
- 荒い海（1969年、日活） - 第二図南丸船長
- 黒の奔流（1972年、松竹） - 弁護士
- 快感旅館（1972年、松竹） - 助役・谷口
- 必殺仕掛人 梅安蟻地獄（1973年、松竹） - 山根主膳
- 小林多喜二（1974年、多喜二プロ） - 鈴木源重
- 華麗なる一族（1974年、東宝） - 井掛大蔵省銀行局銀行課長
- 反逆の旅（1976年、松竹） - 桜井捜査課長
- 海峡（1982年、東宝） - 正田和平
- おとなしい日本人（2002年、東宝） - 村人

### Vシネマ
- 修羅のみち6 血染めの海峡（2003年） - 熊寺一家総長 熊寺輝行

### テレビアニメ
- ジャングル大帝（1965年） - チャール、ペピー1世
- ジャングル大帝 進めレオ!（1966年）
- 名探偵コナン（2010年） - 代田恭三

### 吹き替え

#### 映画
- 影の軍隊 - リュック・ジャルディ（ポール・ムーリス）※TBS版
- 奇蹟の詩 サード・ミラクル - バーノフ枢機卿（アーミン・ミューラー＝スタール）

#### ドラマ
- クローザー
- コンバット! 第92話「爆破命令」 - ヴェラスケス（チャールズ・ブロンソン）
- ザ・ホワイトハウス
- シャーロック・ホームズの冒険

### ラジオドラマ
- おはなしの旅（NHKラジオ）
- R1文芸劇場「タタール人の砂漠」（1972年）
- 青春アドベンチャー / タイムスリップ源平合戦（2005年、NHK-FM） - 阿波民部重能、三浦介

### VP
- 舞台の主役3

### 舞台
- 蒼き狼
- ウルトラマンライブステージ
- カモメに飛ぶことを教えた猫
- サヌカイト
- チョコレート戦争
- 見果てぬ蒼海
- 盟三五大切（源五兵衛）
- 森は生きている
- 遁走譜
- 神戸演劇鑑賞会 村岡伊平次伝（1961年）
- 福島演劇鑑賞会 
  - 第5回例会「日本残酷物語」（1960年） - 村岡井平次
  - 第23回例会「森は生きている」（1964年） - 老兵士
- 劇団みんわ座公演「耳なし芳一」 - 演出
- 俳優座劇場プロデュース公演「検察側の証人」（1989年） - レナード
- シアターX公演「ニッコロ・マキャヴェッリの生涯」（2005年）
- みなと横浜演劇祭 第6回公演「海狐〜岡倉天心のこころ」（2007年） - 謎の老人